# Trzeci rząd lorda Melbourne

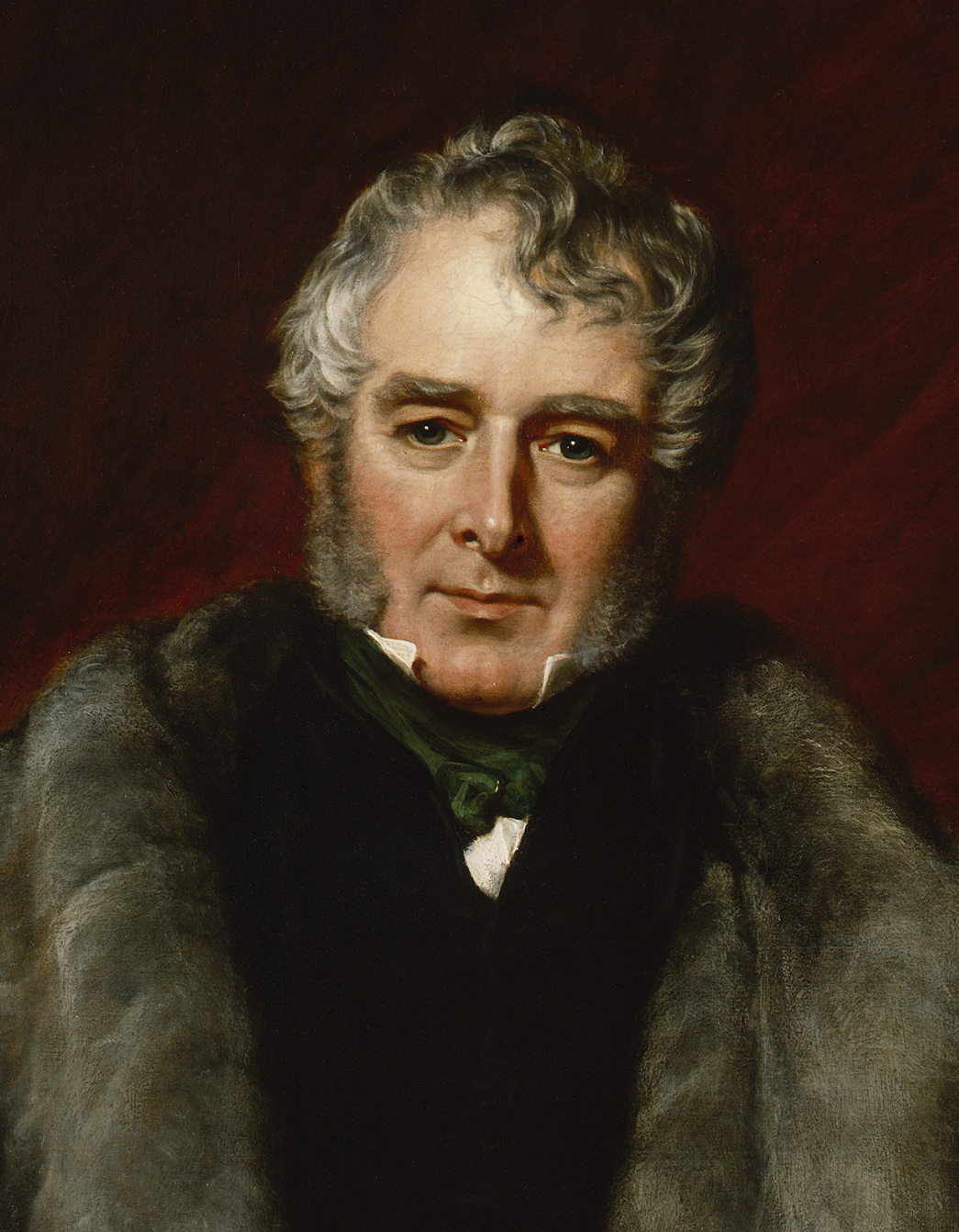
Wicehrabia Melbourne, premier, pierwszy lord skarbu, przewodniczący Izby Lordów

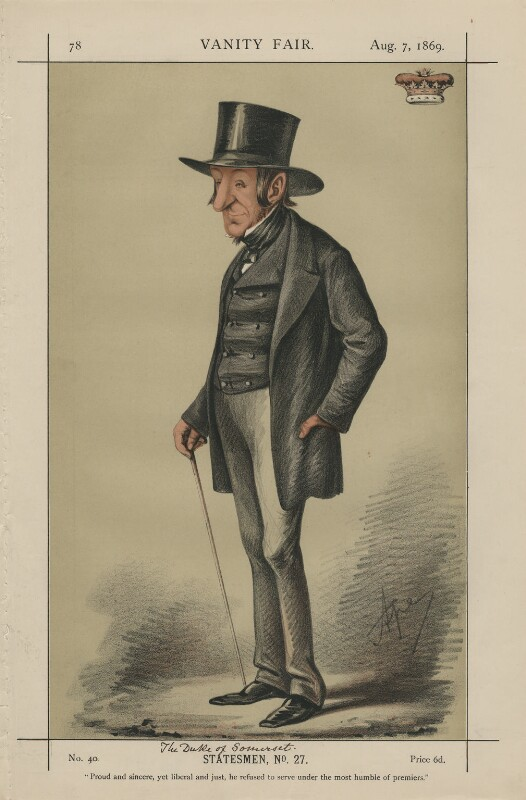
Lord Seymour, młodszy lord skarbu, podsekretarz stanu w ministerstwie spraw wewnętrznych, sekretarz Rady Kontroli

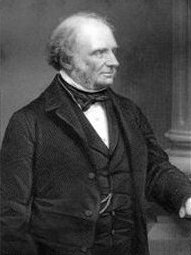
Lord John Russell, minister spraw wewnętrznych, przewodniczący Izby Gmin, minister wojny i kolonii

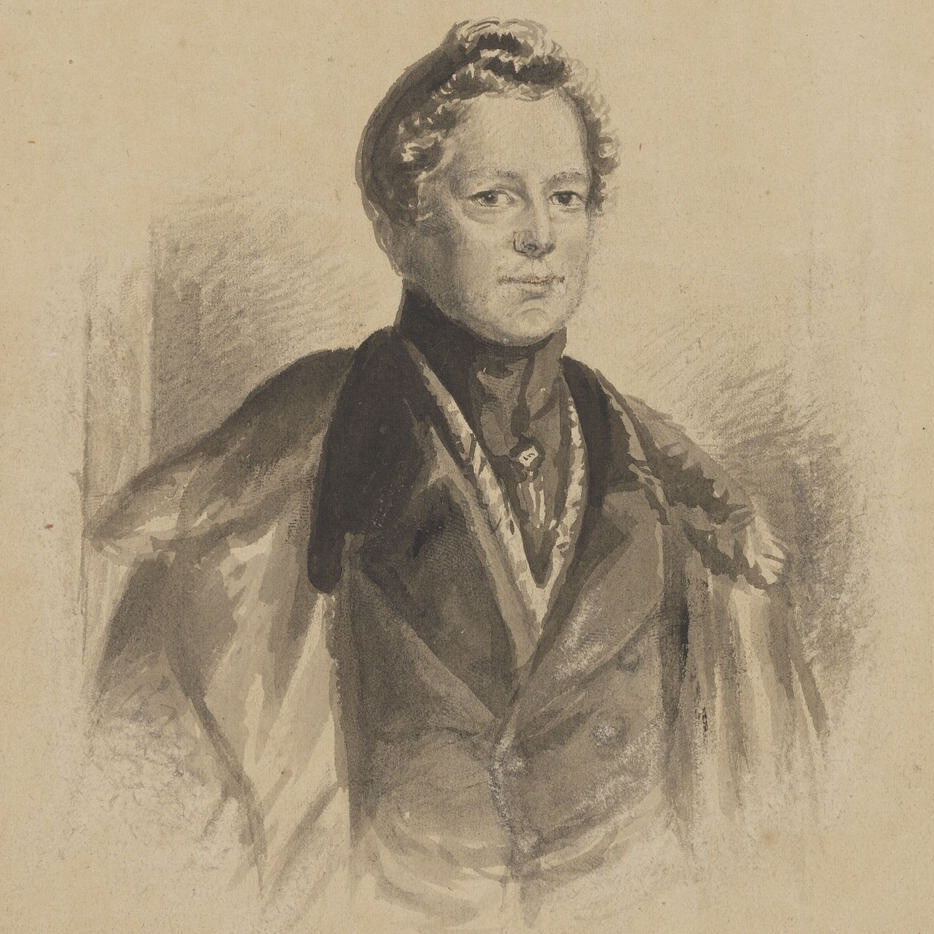
Fox Maule, podsekretarz stanu w ministerstwie spraw wewnętrznych, wiceprzewodniczący Zarządu Handlu

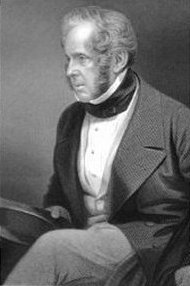
Wicehrabia Palmerston, minister spraw zagranicznych

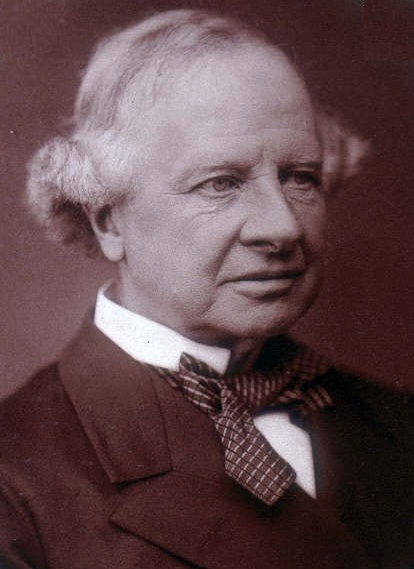
Wicehrabia Leveson, podsekretarz stanu w ministerstwie spraw zagranicznych

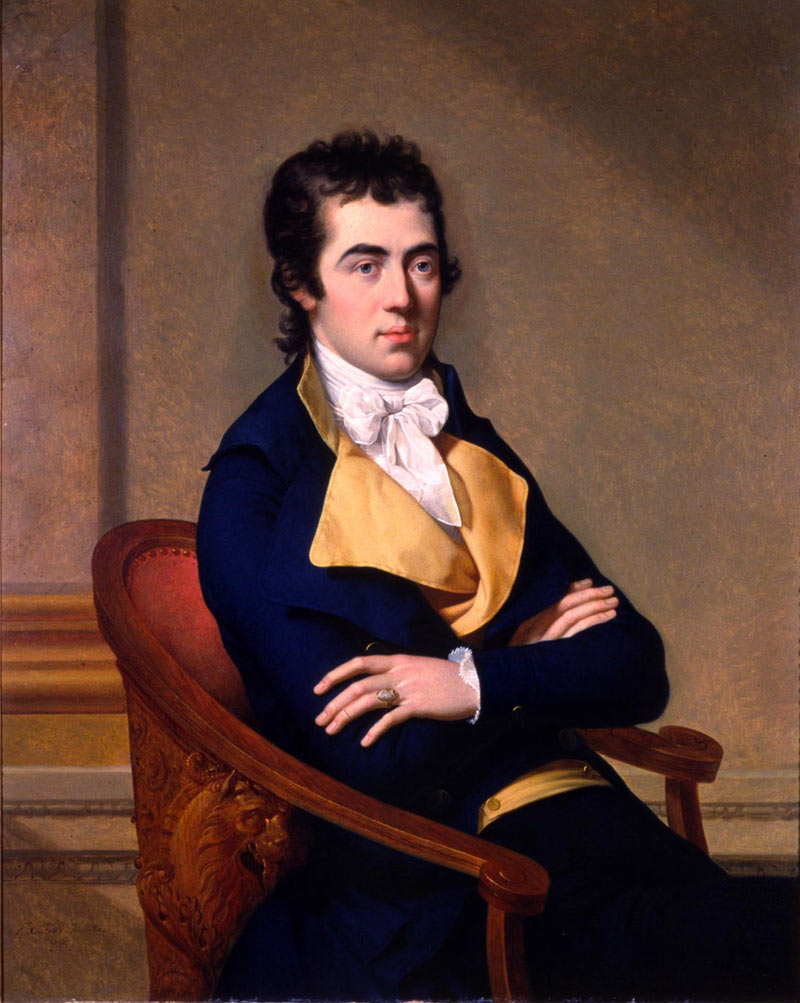
Baron Holland, kanclerz Księstwa Lancaster

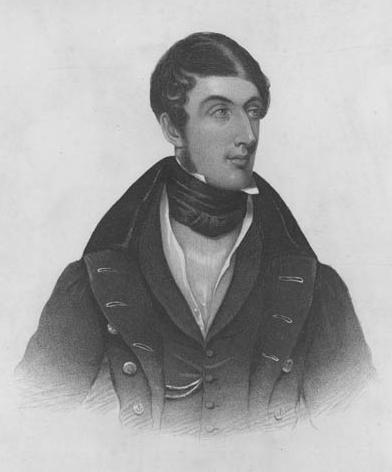
Charles Thomson, przewodniczący Zarządu Handlu

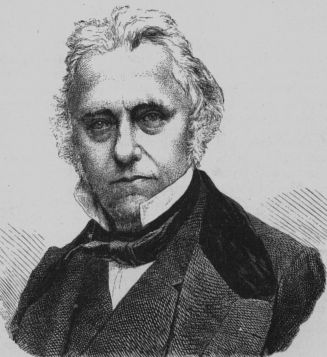
Thomas Macaulay, sekretarz ds. wojny

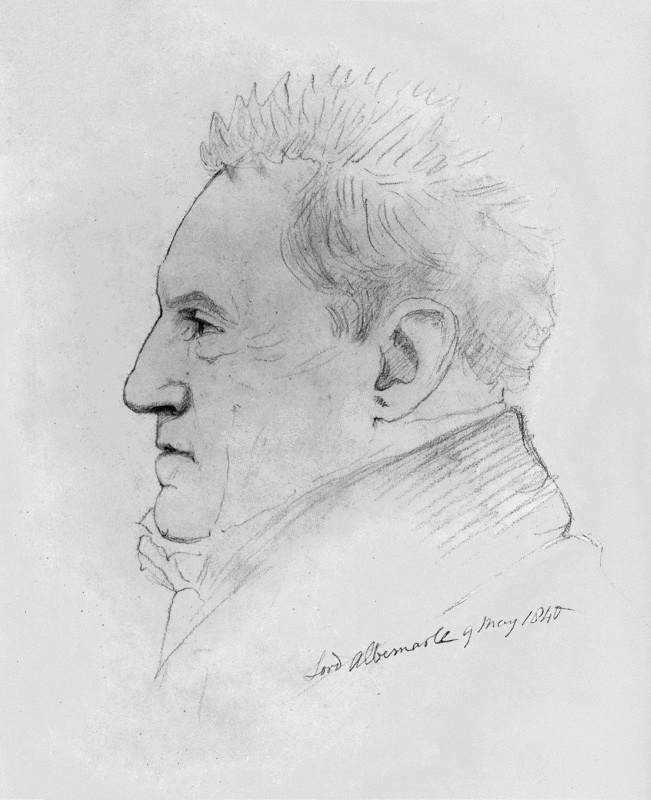
Hrabia Albemarle, koniuszy królewski

Drugi rząd Williama Lamba, 2. wicehrabiego Melbourne, podał się do dymisji. 7 maja 1839 r. królowa Wiktoria powierzyła misję formowania rządu Robertowi Peelowi. Peel próbował jednak zmienić damy dworu królowej, co napotkało na opór tej ostatniej. 10 maja Peel doszedł do wniosku, że w tej sytuacji nie da rady stworzyć rządu. Premierem został ponownie Melbourne. Funkcję tę pełnił do 30 sierpnia 1841 r., kiedy partia wigów przegrała wybory powszechne.
Członków ścisłego gabinetu wyróżniono tłustym drukiem.

## Skład rządu
| Urząd                                                   | Imię i nazwisko | Kadencja                                                    |
| ------------------------------------------------------- | --- | ----------------------------------------------------------- |
| Premier Pierwszy lord skarbu Przewodniczący Izby Lordów | William Lamb, 2. wicehrabia Melbourne | 1839–1841                                                   |
|                                                         | |                                                             |
| Kanclerz skarbu                                         | Thomas Rice Francis Baring | 1839 1839–1841                                              |
| Parlamentarny sekretarz skarbu                          | Edward John Stanley Denis Le Marchant | 1839–1841 1841                                              |
| Finansowy sekretarz skarbu                              | Francis Baring Robert Gordon Richard More O’Ferrall | 1839 1839–1841 1841                                         |
| Młodsi lordowie skarbu                                  | Edward Seymour, lord Seymour Robert Steuart Richard More O’Ferrall John Parker Thomas Wyse Henry Tufnell Edward Horsman William Cowper | 1839 1839–1840 1839 1839–1841 1840–1841 1841                |
| Lord kanclerz                                           | Charles Pepys, 1. hrabia Cottenham | 1839–1841                                                   |
| Lord przewodniczący Rady                                | Henry Petty-Fitzmaurice, 3. markiz Lansdowne | 1839–1841                                                   |
| Lord tajnej pieczęci                                    | John Ponsonby, wicehrabia Duncannon George Villiers, 4. hrabia Clarendon | 1839–1840 1840–1841                                         |
| Minister spraw wewnętrznych                             | Lord John Russell Constantine Phipps, 1. markiz Normanby | 1839 1839–1841                                              |
| Podsekretarz stanu w ministerstwie spraw wewnętrznych   | Fox Maule Edward Seymour, lord Seymour | 1839–1841 1841                                              |
| Minister spraw zagranicznych                            | Henry Temple, 3. wicehrabia Palmerston | 1839–1841                                                   |
| Podsekretarz stanu w ministerstwie spraw zagranicznych  | William Fox-Strangways Granville Leveson-Gower, wicehrabia Leveson | 1839–1840 1840–1841                                         |
| Minister wojny i kolonii                                | Constantine Phipps, 1. markiz Normanby Lord John Russell | 1839 1839–1841                                              |
| Podsekretarz stanu w ministerstwie wojny i kolonii      | Henry Labouchere Robert Vernon Smith | 1839 1839–1841                                              |
| Przewodniczący Izby Gmin                                | Lord John Russell | 1839–1841                                                   |
| Pierwszy lord Admiralicji                               | Gilbert Elliot-Murray-Kynynmound, 2. hrabia Minto | 1839–1841                                                   |
| Sekretarz przy Admiralicji                              | Charles Wood Richard More O’Ferrall John Parker | 1839 1839–1841 1841                                         |
| Cywilny lord Admiralicji                                | Archibald Primrose, lord Dalmeny | 1839–1841                                                   |
| Przewodniczący Rady Kontroli                            | John Hobhouse | 1839–1841                                                   |
| Sekretarz Rady Kontroli                                 | Robert Gordon Robert Vernon Smith Edward Seymour, lord Seymour William Clay Charles Buller | 1839 1839–1841 1841                                         |
| Główny sekretarz Irlandii                               | George Howard, wicehrabia Morpeth | 1839–1841                                                   |
| Lord namiestnik Irlandii                                | Hugh Fortescue, wicehrabia Ebrington | 1839–1841                                                   |
| Kanclerz Księstwa Lancaster                             | Henry Vassall-Fox, 3. baron Holland George Villiers, 4. hrabia Clarendon George Grey | 1839–1840 1840–1841 1841                                    |
| Przewodniczący Zarządu Handlu                           | Charles Thomson Henry Labouchere | 1839 1839–1841                                              |
| Wiceprzewodniczący Zarządu Handlu                       | Henry Labouchere Robert Lalor Sheil Fox Maule | 1839 1839–1841 1841                                         |
| Sekretarz ds. wojny                                     | Henry Grey, wicehrabia Howick Thomas Macaulay | 1839 1839–1841                                              |
| Pierwsi Komisarz ds. Lasów                              | John Ponsonby, wicehrabia Duncannon | 1839–1841                                                   |
| Zarządca mennicy                                        | Henry Labouchere | 1839–1841                                                   |
| Skarbnik Floty                                          | Henry Parnell | 1839–1841                                                   |
| Generał artylerii                                       | Henry Vivian | 1839–1841                                                   |
| Sekretarz artylerii                                     | Rufane Shaw Donkin Charles Richard Fox | 1839–1841 1841                                              |
| Skarbnik artylerii                                      | James Whitley Deans Dundas George Anson | 1839–1841 1841                                              |
| Zaopatrzeniowiec artylerii                              | George Anson James Hanmay Plumridge | 1839–1841 1841                                              |
| Paymaster-General                                       | Henry Parnell Edward John Stanley | 1839–1841 1841                                              |
| Poczmistrz generalny                                    | Thomas Anson, 1. hrabia Lichfield | 1839–1841                                                   |
| Prokurator generalny                                    | John Campbell Thomas Wilde | 1839–1841 1841                                              |
| Radca generalny Anglii i Walii                          | Robert Rolfe Thomas Wilde | 1839 1839–1841                                              |
| Najwyższy Sędzia Wojskowy                               | George Grey Richard Lalor Sheil | 1839–1841 1841                                              |
| Lord adwokat                                            | Andrew Rutherfurd | 1839–1841                                                   |
| Solicitor General dla Szkocji                           | James Ivory Thomas Maitland | 1839–1840 1840–1841                                         |
| Prokurator Generalny dla Irlandii                       | Maziere Brady David Richard Pigot | 1839–1840 1840–1841                                         |
| Solicitor General dla Irlandii                          | David Richard Pigot Richard Moore | 1839–1840 1840–1841                                         |
| Lord steward                                            | George Campbell, 6. książę Argyll William Hay, 18. hrabia Erroll | 1839 1839–1841                                              |
| Lord szambelan                                          | Henry Paget, hrabia Uxbridge | 1839–1841                                                   |
| Wiceszambelan Dworu Królewskiego                        | George Chichester, hrabia Belfastu | 1839–1841                                                   |
| Koniuszy królewski                                      | William Keppel, 4. hrabia Albemarle | 1839–1841                                                   |
| Skarbnik Dworu Królewskiego                             | Henry Howard, hrabia Surrey George Stephens Byng | 1839–1841 1841                                              |
| Kontroler Dworu Królewskiego                            | George Stephens Byng Lord Arthur Hill | 1839–1841 1841                                              |
| Kapitan Gentelmen at Arms                               | Thomas Foley, 4. baron Foley | 1839–1841                                                   |
| Kapitan Ochotników Gwardii                              | Henry Fox-Strangways, 3. hrabia Ilchester Henry Howard, hrabia Surrey | 1839–1841 1841                                              |
| Opiekun stajni królewskich                              | William Hay, 18. hrabia Erroll George Kinnaird, 9. lord Kinnaird | 1839 1839–1841                                              |
| Mistress of the Robes                                   | Harriet Sutherland-Leveson-Gower, księżna Sutherland | 1839–1841                                                   |
| Lord-in-waiting                                         | Thomas Taylour, 2. markiz Headford John Douglas, 7. markiz Queensbery Lucius Cary, 10. wicehrabia Falkland George Byng, 7. wicehrabia Torrington George Byron, 7. baron Byron Alan Gardner, 3. baron Gardner Thomas Powys, 3. baron Lilford Arthur Plunkett, 9. hrabia Fingall William Hare, 2. hrabia Listowel Charles Gordon, hrabia Aboyne | 1839–1841 1839–1840 1839–1841 1839–1840 1839–1841 1840–1841 |